# SHIBUYA CONNECTION
SHIBUYA CONNECTION（シブヤ コネクション）は、ニッポン放送が、1990年代中期に放送されていたラジオ番組である。ヒップホップな音楽と、渋谷の当時一番の流行りの情報などを放送していた。